# John Crosby Brown
John Crosby Brown (22 mai 1838-25 juin 1909) était associé principal dans la banque d'investissement Brown Bros. & Co., fondée par sa famille.

## Jeunesse
John Crosby Brown naît le 22 mai 1838 à New York. Il est le fils du banquier James Brown (1791–1877) et d'Eliza Maria ( née Coe) Brown (1803–1890). Son père est banquier et partisan de l'Union Theological Seminary et son grand-père paternel est Alexander Brown de Baltimore. Parmi sa famille élargie se trouvent les oncles George Brown et Sir William Brown, 1er baronnet.
Brown effectue ses études en privé puis entre à l'Université de Columbia, où il obtient son diplôme en 1859.

## Carrière
John Crosby Brown travaille chez Brown Bros. & Co., une banque d'investissement fondée par son père et ses oncles. Finalement, il devient le partenaire principal de Brown Bros. En 1931, Brown Bros. fusionne avec Harriman Brothers & Company pour devenir Brown Brothers Harriman & Co., l'une des banques de partenariat les plus anciennes et les plus importantes des États-Unis.
Brown siège au conseil scolaire de New York et est administrateur de l'Université Columbia.

## Vie privée
Le 9 novembre 1864, John Crosby Brown épouse Mary Elizabeth Adams à New York. Mary est la fille de John Adams. Ensemble, ils sont les parents de six enfants : 
- William Adams Brown (1865-1943), qui a épousé Helen Gilman Noyes (1867-1942). William est allé à l'école St. Paul à Concord, New Hampshire. Il a reçu de l'Université de Yale un diplôme AB en 1886, un diplôme AM en 1888 et un doctorat. en 1901. Il est diplômé de l'Union Theological Seminary en 1890 et a été ordonné à l'église presbytérienne en 1893. Il a également étudié à l'Université de Berlin de 1890 à 1892. Il a été membre de la Yale Corporation de 1917 à 1934 et a été président par intérim de l'Université de Yale de 1919 à 1920[7]
- Eliza Coe Adams (1868–1959)[1]
- Mary Magoun Brown (1869–1962)[8]
- James Crosby Brown (1872-1930), qui a épousé Mary Agnes Hewlett (1875-1919) en 1898. Après sa mort, il épousa Aurelia Gladys Pomeroy (1883-1937) en 1923.
- Thatcher Magoun Brown (1876-1954), qui a épousé Caro Lord Noyes (1876-1947), la sœur de la femme de son frère aîné.
- Amy Brighthurst Brown (1878–1960)

John Crosby Brown meurt le 25 juin 1909 à Orange Mountain House, New Jersey et est enterré au cimetière Green-Wood de Brooklyn.
Certains documents de John Crosby Brown sont inclus dans la collection Brown Brothers Harriman, qui se trouve dans la collection de manuscrits de la New-York Historical Society .

## Sources
- (en) Joseph Fagan, « Histoire de West Orange: John Crosby Brown » (version du 14 septembre 2010 sur Internet Archive)
- (en) « In Memoriam… John Crosby Brown, trésorier », Bulletin du Metropolitan Museum of Art, vol. 4, no 11,‎ 1909, p. 194–195, 198 (lire en ligne)